# Marcel Theis
Marcel Theis (* 9. Februar 1940 in Zolwer; † 28. September 2017) war ein luxemburgischer Fußballspieler.

## Karriere

### Verein
Theis stürmte bereits im Alter von 17 Jahren für den luxemburgischen Erstligisten Jeunesse Esch in der Nationalliga, der seinerzeit höchsten Spielklasse. Von 1957 bis 1965 bestritt er 129 Punktspiele, in denen er 55 Tore erzielte. Während seiner neunjährigen Vereinszugehörigkeit gewann er viermal die Meisterschaft und nahm infolgedessen auch viermal am Wettbewerb um den Europapokal der Landesmeister teil. Da er am Ende seiner Premierensaison im Seniorenbereich die Meisterschaft das erste Mal gewonnen hatte, debütierte er international am 14. September 1958 im heimischen Stade de la Frontière bei der 1:2-Niederlage gegen den IFK Göteborg im Vorrundenhinspiel. Mit dem Tor zum 1:0-Endstand im Göteborger Ullevi-Stadion durch den Hinspieltorschützen Paul May erzwang seine Mannschaft ein Entscheidungsspiel, das jedoch mit 1:5 am 15. Oktober – erneut in Göteborg – deutlich verloren wurde. Im Jahr darauf überstand er mit seiner Mannschaft die Vorrunde, in der er am 9. September 1959 beim 5:0-Sieg im Hinspiel gegen den ŁKS Łódź mit dem Treffer zum 1:0 in der sechsten Minute sein erstes Tor erzielte. Bei der 2:5-Niederlage im Erstrundenrückspiel gegen Real Madrid am 4. November 1959 erzielte er mit dem Treffer zum 1:0 in der zehnten Minute erneut ein Tor. Noch erfolgreicher war er bei seiner letzten Teilnahme, als ihm 1963/64 in vier Spielen vier Tore gelangen; damit erzielte er unter den besten Torschützen nur drei Tore weniger als bspw. Sandro Mazzola und/oder Ferenc Puskás. In insgesamt 13 internationalen Pokalspielen erzielte er mit sechs Tore eine beachtliche Quote. Das einzige Finale, das er mit seiner Mannschaft erreichte, wurde im Wettbewerb um den nationalen Vereinspokal am 16. Mai 1965 mit 0:1 gegen Spora Luxemburg verloren.

### Nationalmannschaft
Theis war im Jahr 1960 Spieler der Luxemburgischen Olympiaauswahl und bestritt für diese zwei Spiele, in denen ihm ein Tor gelang. In der Qualifikationsgruppe 6 kam er im dritten und vierten Spiel beim 5:3-Sieg über die Olympiaauswahl Frankreichs (Tor zum 2:0) und beim 2:2-Unentschieden gegen die Olympiaauswahl der Schweiz zu zwei Länderspielen.

## Erfolge
- Luxemburgischer Meister 1958, 1959, 1960, 1963
- Luxemburger Pokal-Finalist 1965

## Sonstiges
Marcel Theis war der Vater des ehemaligen luxemburgischen Nationalspielers Dan Theis (1967–2022).